# Psilotum
Psilotum er en slægt af små buskagtige planter (og enkelte epifytter) fra ret tørre subtropiske og tropiske områder i Amerika, Asien og på øerne i Stillehavet, nogen er epifytter. De formerer sig ved sporer ligesom bregner, har ingen egentlige blade og ingen egentlige rødder ligesom mosser og betragtes generelt som meget primitive. Grenene er grønne og i grenhjørnerne sidder små knopper i stedet for blade – disse knopper er oftest grønne, hvidgrønne eller gulgrønne.
| Beskrevne arter |

- Psilotum nudum
- Psilotum complanatum

| Portal | Portal:Botanik |